# Vuelo 301 de Air Senegal
El Vuelo 301 de Air Senegal fue un vuelo internacional regular de pasajeros desde el Aeropuerto internacional Blaise Diagne, Dakar, al Aeropuerto internacional Modibo Keita en Bamako, el 9 de mayo de 2024. Los pilotos intentaron detener la aeronave al realizar un despegue fallido pero la aeronave se estrelló poco después. El accidente provocó 10 heridos a bordo y cuatro sufrieron heridas graves. El accidente aún está bajo investigación.

## Aeronave
El avión involucrado en el accidente era un Boeing 737-300 de 29 años operado por TAROM hasta noviembre de 2023, cuando fue entregado a Air Senegal.

## Accidente
El vuelo 301 se preparaba para despegar alrededor de las 16:30 hora local, cuando los pilotos informaron de un problema hidráulico mientras despegaban en la pista, pero la aeronave no podía despegar, los pilotos decidieron abortar el despegue pero el Boeing 737 inició un giro muy brusco y continuo girando hacia la izquierda de la pista. El motor izquierdo y el ala se incendiaron pero se extinguieron rápidamente. Los vehículos de emergencia evacuaron a todos los pasajeros y los heridos fueron trasladados a un hospital local. El aeropuerto fue cerrado después del incidente y fue abierto poco después. El vuelo 2009 de Air Senegal, que descendía durante el accidente, fue desviado a Banjul, Gambia. Según un pasajero, el avión ya había intentado despegar una vez pero falló, y durante el segundo intento de despegue que provocó el incidente salió humo de uno de los motores.

## Investigación
Las autoridades de Senegal se hicieron presentes en el lugar del accidente, pero la investigación sigue en curso.